# Heteropogon elegans
Heteropogon elegans är en tvåvingeart som beskrevs av Becker 1907. Heteropogon elegans ingår i släktet Heteropogon och familjen rovflugor. Inga underarter finns listade i Catalogue of Life.